# Nathalie Hervé
Pour les articles homonymes, voir Hervé.
Nathalie Hervé, née le 28 mars 1963 à Troyes (Aube), est une danseuse sur glace française. Elle a été quintuple championne de France de la discipline de 1980 à 1984 avec son partenaire Pierre Béchu.

## Biographie

### Carrière sportive
Nathalie Hervé a participé deux fois aux championnats du monde junior, en 1977 et en 1978, avec Pierre Husarek. Les deux compétitions ont eu lieu à Megève. C'est lors de leur seconde participation qu'ils conquièrent la médaille de bronze.
À partir de la saison 1978/1979, elle change de partenaire et patine avec Pierre Béchu avec qui elle domine la danse sur glace française pendant cinq années consécutives en remportant le titre national de 1980 à 1984.
Ensemble, ils représenteront la France à cinq championnats d'Europe, quatre championnats du monde et une fois aux Jeux olympiques. Leurs meilleurs résultats sont une 5e place européenne en 1983 à Dortmund et une 8e place mondiale en 1981 à Hartford.
Ils représentent également la France aux Jeux olympiques d'hiver de 1984 à Sarajevo. Ce sont les premiers danseurs sur glace français à participer aux jeux olympiques. Ils s'y classent 14e.
À la suite des jeux olympiques, ils décident de quitter le patinage amateur.

### Reconversion
Le couple décide de poursuivre leur carrière dans le monde du patinage en devenant entraîneurs. Ils commencent au Palais omnisports de Paris-Bercy dans la capitale, puis à la patinoire de Viry-Châtillon à partir de 1986. Ils transforment l'Olympic Club de Danse de Viry en un des plus actifs de la région parisienne.
L'année suivante, ils ont une petite fille prénommée Johanna. Mais le 24 août 1988, un accident de voiture va tout bouleverser. Ils heurtent de plein fouet un autre véhicule. Pierre Béchu et sa fille Johanna meurent dans l'accident, alors que Nathalie Hervé n'est que blessée. Elle est transportée à l'hôpital d'Arpajon en raison de plusieurs fractures. C'est à cet endroit qu'elle apprend les deux décès.

## Palmarès
Avec 2 partenaires:
- Pierre Husarek (2 saisons : 1976-1978)
- Pierre Béchu (6 saisons : 1978-1984)

| Compétition                         | 1977    | 1978    |  | 1979    | 1980    | 1981    | 1982    | 1983    | 1984    |  |  |  |  |  |
| Jeux olympiques d'hiver             |         |         |  |         |         |         |         |         | 14e     |  |  |  |  |  |
| Championnats du monde               |         |         |  |         | 12e     | 8e      | 11e     | A       | F       |  |  |  |  |  |
| Championnats d’Europe               |         |         |  |         | 11e     | 6e      | 6e      | 5e      | 8e      |  |  |  |  |  |
| Championnats de France              |         |         |  | 2e      | 1re     | 1re     | 1re     | 1re     | 1re     |  |  |  |  |  |
| Championnats du monde juniors       | 8e      | 3e      |  |         |         |         |         |         |         |  |  |  |  |  |
|                                     |         |         |  |         |         |         |         |         |         |  |  |  |  |  |
| Autres Compétitions                 | 1976/77 | 1977/78 |  | 1978/79 | 1979/80 | 1980/81 | 1981/82 | 1982/83 | 1983/84 |  |  |  |  |  |
| Skate America                       |         |         |  |         | 11e     |         | 5e      |         | 5e      |  |  |  |  |  |
| Skate Canada                        |         |         |  |         |         | 8e      |         |         |         |  |  |  |  |  |
| Légende : F = Forfait ; A = Abandon |         |         |  |         |         |         |         |         |         |  |  |  |  |  |